# Campeón de Campeones 2023-24 Liga de Expansión
El trofeo Campeón de Campeones 2023-24 es la edición IV del Campeón de Campeones de la Liga de Expansión MX. Esta edición fue disputada por los campeones de la Liga de Expansión MX correspondientes a los torneos Apertura 2023 y Clausura 2024, títulos que fueron conseguidos por los clubes Cancún Fútbol Club y Atlante Fútbol Club respectivamente.
A partir de la temporada 2020-21 este título sustituye al que se otorgaba al Campeón de Ascenso, ya que la Liga de Expansión MX fue fundada en el año 2020 como parte del "Proyecto de Estabilización", el cual tiene como objetivo rescatar a los equipos de la Liga de Ascenso de México con problemas financieros y evitar de esta forma la desaparición de la Segunda División en México, por lo cual no habrá ascensos ni descensos en Primera División durante las próximas 6 temporadas siguientes a la conformación de la Liga de Expansión. Además, busca que los equipos de la Liga MX y del Ascenso MX consoliden proyectos estables que cuenten con bases sólidas, tanto deportivas como administrativas, financieras y de infraestructura.
Como compensación por la suspensión del ascenso a Primera División, el ganador de la serie se llevará un premio económico de $MXN 10 millones, además del trofeo que lo acredita como el campeón de la temporada.

## Sistema de competición
Disputarán la copa Campeón de Campeones 2023-24 los campeones de los torneos Apertura 2023 y Clausura 2024.
El club vencedor de la serie y por lo tanto Campeón de Campeones, será aquel que en los dos partidos anote el mayor número de goles. Si al término del tiempo reglamentario del segundo partido el marcador global se encuentra empatado, se agregarán dos tiempos extras de 15 minutos cada uno. De persistir el empate en estos periodos, se procederá a lanzar tiros penales hasta que resulte un vencedor.

## Información de los equipos
| Equipo  | Entrenador      | Estadio                      | Ciudad               |
| ------- | --------------- | ---------------------------- | -------------------- |
| Atlante | Daniel Alcántar | Ciudad de los Deportes       | Ciudad de México     |
| Cancún  | Luis Arce       | Olímpico Andrés Quintana Roo | Cancún, Quintana Roo |

## Partidos
| 15 de mayo de 2024 | Cancún      | 1:1 (1:1) | Atlante     | Estadio Olímpico Andrés Quintana Roo, Cancún, Quintana Roo       |                                                                  |
| 19:00 (UTC-6)      | H. Marín 5' | Reporte   | 32' D. Cruz | Asistencia: 7 377 espectadores Árbitro(s): Martín Molina Astorga | Asistencia: 7 377 espectadores Árbitro(s): Martín Molina Astorga |

| 18 de abril de 2024                             | Atlante                                     | 0:0 (0:0, 0:0) (t. s.)(1:3 p.)(Global 1:1) | Cancún                                         | Ciudad de los Deportes, Ciudad de México                             |                                                                      |
| 18:00 (UTC-6)                                   |                                             | Reporte                                    |                                                | Asistencia: 8 503 espectadores Árbitro(s): Salvador Pérez Villalobos | Asistencia: 8 503 espectadores Árbitro(s): Salvador Pérez Villalobos |
|                                                 |                                             | Tiros desde el punto penal                 |                                                |                                                                      |                                                                      |
|                                                 | R. González · E. Cerna · E. Partida · Elbis |                                            | P. Uscanga · R. Reyes · L. Loroña · B. Galindo |                                                                      |                                                                      |
| Cancún campeón del Campeón de Campeones 2023-24 |                                             |                                            |                                                |                                                                      |                                                                      |

### Final - Ida
| 21    | Guardameta     | Gustavo Gutiérrez    |       |
| 6     | Defensa        | Walter Ortega        |       |
| 23    | Defensa        | Benjamín Galindo Jr. |       |
| 26    | Defensa        | Hedgardo Marín       | 90+1' |
| 7     | Centrocampista | Johan Alonzo         | 71'   |
| 9     | Centrocampista | Jorge Díaz           | 80'   |
| 14    | Centrocampista | José Juan Vázquez    |       |
| 22    | Centrocampista | Raúl Castillo        | 80'   |
| 28    | Centrocampista | Junior Moreira       | 90+1' |
| 12    | Delantero      | José Rodríguez       |       |
| 27    | Delantero      | Cheick Traoré        |       |
| D. T. | D. T.          | Luis Arce            |       |

| 20    | Guardameta     | Humberto Hernández |       |
| 3     | Defensa        | Diego Cruz         |       |
| 4     | Defensa        | Carlos Villanueva  |       |
| 27    | Defensa        | Armando Escobar    | 90+1' |
| 28    | Defensa        | Elbis              |       |
| 8     | Centrocampista | Ronaldo González   | 90+1' |
| 13    | Centrocampista | Maximiliano García |       |
| 14    | Centrocampista | Rolando González   | 80'   |
| 18    | Centrocampista | Christian Bermúdez | 69'   |
| 34    | Centrocampista | Edgar Jiménez      |       |
| 9     | Delantero      | Rafael Durán       | 69'   |
| D. T. | D. T.          | Daniel Alcántar    |       |

| 17 | Delantero      | Luis Loroña     | 71'   |
| 25 | Centrocampista | Alfonso Tamay   | 80'   |
| 10 | Centrocampista | Paúl Uscanga    | 80'   |
| 11 | Delantero      | Samuel González | 90+1' |
| 4  | Defensa        | Rodrigo Reyes   | 90+1' |

| 22 | Delantero      | Arturo Sánchez | 69'   |
| 11 | Centrocampista | Daniel Lajud   | 69'   |
| 17 | Centrocampista | Leonardo Mejía | 80'   |
| 16 | Centrocampista | Deivoon Magaña | 90+1' |
| 7  | Centrocampista | Edson Partida  | 90+1' |

| 5' | Hedgardo Marín | 1:0 |

| 32' | Diego Cruz | 1:1 |

| 48' · 84' · 90+3' | Benjamín Galindo Jr. Walter Ortega Paúl Uscanga |

| 8' · 11' · 31' · 45+1' · 62' · 82' | Maximiliano García Armando Escobar Diego Cruz Rolando González Elbis Ronaldo González |

| Principal  | Martín Molina Astorga        |
| Asistentes | Iván Padilla Cisneros        |
|            | José Adolfo Robles Rodríguez |
| Cuarto     | Yonathan Peinado Aguirre     |

|  |                    |     |     |
|  | Tiros              | 7   | 6   |
|  | Tiros a puerta     | 2   | 6   |
|  | Faltas             | 8   | 2   |
|  | Saques de esquina  | 6   | 4   |
|  | Penaltis           | 0   | 0   |
|  | Fueras de juego    | 3   | 3   |
|  | Posesión del balón | 57% | 43% |

| 21    | Guardameta     | Gustavo Gutiérrez    |       |
| 6     | Defensa        | Walter Ortega        |       |
| 23    | Defensa        | Benjamín Galindo Jr. |       |
| 26    | Defensa        | Hedgardo Marín       | 90+1' |
| 7     | Centrocampista | Johan Alonzo         | 71'   |
| 9     | Centrocampista | Jorge Díaz           | 80'   |
| 14    | Centrocampista | José Juan Vázquez    |       |
| 22    | Centrocampista | Raúl Castillo        | 80'   |
| 28    | Centrocampista | Junior Moreira       | 90+1' |
| 12    | Delantero      | José Rodríguez       |       |
| 27    | Delantero      | Cheick Traoré        |       |
| D. T. | D. T.          | Luis Arce            |       |

| 20    | Guardameta     | Humberto Hernández |       |
| 3     | Defensa        | Diego Cruz         |       |
| 4     | Defensa        | Carlos Villanueva  |       |
| 27    | Defensa        | Armando Escobar    | 90+1' |
| 28    | Defensa        | Elbis              |       |
| 8     | Centrocampista | Ronaldo González   | 90+1' |
| 13    | Centrocampista | Maximiliano García |       |
| 14    | Centrocampista | Rolando González   | 80'   |
| 18    | Centrocampista | Christian Bermúdez | 69'   |
| 34    | Centrocampista | Edgar Jiménez      |       |
| 9     | Delantero      | Rafael Durán       | 69'   |
| D. T. | D. T.          | Daniel Alcántar    |       |

| 17 | Delantero      | Luis Loroña     | 71'   |
| 25 | Centrocampista | Alfonso Tamay   | 80'   |
| 10 | Centrocampista | Paúl Uscanga    | 80'   |
| 11 | Delantero      | Samuel González | 90+1' |
| 4  | Defensa        | Rodrigo Reyes   | 90+1' |

| 22 | Delantero      | Arturo Sánchez | 69'   |
| 11 | Centrocampista | Daniel Lajud   | 69'   |
| 17 | Centrocampista | Leonardo Mejía | 80'   |
| 16 | Centrocampista | Deivoon Magaña | 90+1' |
| 7  | Centrocampista | Edson Partida  | 90+1' |

| 5' | Hedgardo Marín | 1:0 |

| 32' | Diego Cruz | 1:1 |

| 48' · 84' · 90+3' | Benjamín Galindo Jr. Walter Ortega Paúl Uscanga |

| 8' · 11' · 31' · 45+1' · 62' · 82' | Maximiliano García Armando Escobar Diego Cruz Rolando González Elbis Ronaldo González |

| Principal  | Martín Molina Astorga        |
| Asistentes | Iván Padilla Cisneros        |
|            | José Adolfo Robles Rodríguez |
| Cuarto     | Yonathan Peinado Aguirre     |

|  |                    |     |     |
|  | Tiros              | 7   | 6   |
|  | Tiros a puerta     | 2   | 6   |
|  | Faltas             | 8   | 2   |
|  | Saques de esquina  | 6   | 4   |
|  | Penaltis           | 0   | 0   |
|  | Fueras de juego    | 3   | 3   |
|  | Posesión del balón | 57% | 43% |

| 21    | Guardameta     | Gustavo Gutiérrez    |       |
| 6     | Defensa        | Walter Ortega        |       |
| 23    | Defensa        | Benjamín Galindo Jr. |       |
| 26    | Defensa        | Hedgardo Marín       | 90+1' |
| 7     | Centrocampista | Johan Alonzo         | 71'   |
| 9     | Centrocampista | Jorge Díaz           | 80'   |
| 14    | Centrocampista | José Juan Vázquez    |       |
| 22    | Centrocampista | Raúl Castillo        | 80'   |
| 28    | Centrocampista | Junior Moreira       | 90+1' |
| 12    | Delantero      | José Rodríguez       |       |
| 27    | Delantero      | Cheick Traoré        |       |
| D. T. | D. T.          | Luis Arce            |       |

| 20    | Guardameta     | Humberto Hernández |       |
| 3     | Defensa        | Diego Cruz         |       |
| 4     | Defensa        | Carlos Villanueva  |       |
| 27    | Defensa        | Armando Escobar    | 90+1' |
| 28    | Defensa        | Elbis              |       |
| 8     | Centrocampista | Ronaldo González   | 90+1' |
| 13    | Centrocampista | Maximiliano García |       |
| 14    | Centrocampista | Rolando González   | 80'   |
| 18    | Centrocampista | Christian Bermúdez | 69'   |
| 34    | Centrocampista | Edgar Jiménez      |       |
| 9     | Delantero      | Rafael Durán       | 69'   |
| D. T. | D. T.          | Daniel Alcántar    |       |

| 17 | Delantero      | Luis Loroña     | 71'   |
| 25 | Centrocampista | Alfonso Tamay   | 80'   |
| 10 | Centrocampista | Paúl Uscanga    | 80'   |
| 11 | Delantero      | Samuel González | 90+1' |
| 4  | Defensa        | Rodrigo Reyes   | 90+1' |

| 22 | Delantero      | Arturo Sánchez | 69'   |
| 11 | Centrocampista | Daniel Lajud   | 69'   |
| 17 | Centrocampista | Leonardo Mejía | 80'   |
| 16 | Centrocampista | Deivoon Magaña | 90+1' |
| 7  | Centrocampista | Edson Partida  | 90+1' |

| 5' | Hedgardo Marín | 1:0 |

| 32' | Diego Cruz | 1:1 |

| 48' · 84' · 90+3' | Benjamín Galindo Jr. Walter Ortega Paúl Uscanga |

| 8' · 11' · 31' · 45+1' · 62' · 82' | Maximiliano García Armando Escobar Diego Cruz Rolando González Elbis Ronaldo González |

| Principal  | Martín Molina Astorga        |
| Asistentes | Iván Padilla Cisneros        |
|            | José Adolfo Robles Rodríguez |
| Cuarto     | Yonathan Peinado Aguirre     |

|  |                    |     |     |
|  | Tiros              | 7   | 6   |
|  | Tiros a puerta     | 2   | 6   |
|  | Faltas             | 8   | 2   |
|  | Saques de esquina  | 6   | 4   |
|  | Penaltis           | 0   | 0   |
|  | Fueras de juego    | 3   | 3   |
|  | Posesión del balón | 57% | 43% |

| 21    | Guardameta     | Gustavo Gutiérrez    |       |
| 6     | Defensa        | Walter Ortega        |       |
| 23    | Defensa        | Benjamín Galindo Jr. |       |
| 26    | Defensa        | Hedgardo Marín       | 90+1' |
| 7     | Centrocampista | Johan Alonzo         | 71'   |
| 9     | Centrocampista | Jorge Díaz           | 80'   |
| 14    | Centrocampista | José Juan Vázquez    |       |
| 22    | Centrocampista | Raúl Castillo        | 80'   |
| 28    | Centrocampista | Junior Moreira       | 90+1' |
| 12    | Delantero      | José Rodríguez       |       |
| 27    | Delantero      | Cheick Traoré        |       |
| D. T. | D. T.          | Luis Arce            |       |

| 20    | Guardameta     | Humberto Hernández |       |
| 3     | Defensa        | Diego Cruz         |       |
| 4     | Defensa        | Carlos Villanueva  |       |
| 27    | Defensa        | Armando Escobar    | 90+1' |
| 28    | Defensa        | Elbis              |       |
| 8     | Centrocampista | Ronaldo González   | 90+1' |
| 13    | Centrocampista | Maximiliano García |       |
| 14    | Centrocampista | Rolando González   | 80'   |
| 18    | Centrocampista | Christian Bermúdez | 69'   |
| 34    | Centrocampista | Edgar Jiménez      |       |
| 9     | Delantero      | Rafael Durán       | 69'   |
| D. T. | D. T.          | Daniel Alcántar    |       |

| 17 | Delantero      | Luis Loroña     | 71'   |
| 25 | Centrocampista | Alfonso Tamay   | 80'   |
| 10 | Centrocampista | Paúl Uscanga    | 80'   |
| 11 | Delantero      | Samuel González | 90+1' |
| 4  | Defensa        | Rodrigo Reyes   | 90+1' |

| 22 | Delantero      | Arturo Sánchez | 69'   |
| 11 | Centrocampista | Daniel Lajud   | 69'   |
| 17 | Centrocampista | Leonardo Mejía | 80'   |
| 16 | Centrocampista | Deivoon Magaña | 90+1' |
| 7  | Centrocampista | Edson Partida  | 90+1' |

| 5' | Hedgardo Marín | 1:0 |

| 32' | Diego Cruz | 1:1 |

| 48' · 84' · 90+3' | Benjamín Galindo Jr. Walter Ortega Paúl Uscanga |

| 8' · 11' · 31' · 45+1' · 62' · 82' | Maximiliano García Armando Escobar Diego Cruz Rolando González Elbis Ronaldo González |

| Principal  | Martín Molina Astorga        |
| Asistentes | Iván Padilla Cisneros        |
|            | José Adolfo Robles Rodríguez |
| Cuarto     | Yonathan Peinado Aguirre     |

|  |                    |     |     |
|  | Tiros              | 7   | 6   |
|  | Tiros a puerta     | 2   | 6   |
|  | Faltas             | 8   | 2   |
|  | Saques de esquina  | 6   | 4   |
|  | Penaltis           | 0   | 0   |
|  | Fueras de juego    | 3   | 3   |
|  | Posesión del balón | 57% | 43% |

### Final - Vuelta
| 20    | Guardameta     | Humberto Hernández |      |
| 3     | Defensa        | Diego Cruz         | 77'  |
| 4     | Defensa        | Carlos Villanueva  | 114' |
| 27    | Defensa        | Armando Escobar    |      |
| 27    | Defensa        | Elbis              |      |
| 8     | Centrocampista | Ronaldo González   | 59'  |
| 13    | Centrocampista | Maximiliano García | 59'  |
| 14    | Centrocampista | Rolando González   |      |
| 18    | Centrocampista | Christian Bermúdez |      |
| 34    | Centrocampista | Edgar Jiménez      | 86'  |
| 9     | Delantero      | Rafael Durán       | 86'  |
| D. T. | D. T.          | Daniel Alcántar    |      |

| 21    | Guardameta     | Gustavo Gutiérrez    |      |
| 6     | Defensa        | Walter Ortega        |      |
| 23    | Defensa        | Benjamín Galindo Jr. |      |
| 26    | Defensa        | Hedgardo Marín       | 84'  |
| 7     | Centrocampista | Johan Alonzo         |      |
| 9     | Centrocampista | Jorge Díaz           | 75'  |
| 14    | Centrocampista | José Juan Vázquez    |      |
| 22    | Centrocampista | Raúl Castillo        | 72'  |
| 28    | Centrocampista | Junior Moreira       | 100' |
| 12    | Delantero      | José Rodríguez       | 84'  |
| 27    | Delantero      | Cheick Traoré        | 100' |
| D. T. | D. T.          | Luis Arce            |      |

| 11 | Centrocampista | Daniel Lajud   | 59'  |
| 17 | Centrocampista | Leonardo Mejía | 59'  |
| 7  | Centrocampista | Edson Partida  | 77'  |
| 16 | Centrocampista | Deivoon Magaña | 86'  |
| 22 | Delantero      | Arturo Sánchez | 86'  |
| 19 | Centrocampista | Edwin Cerna    | 114' |

| 10 | Centrocampista | Paúl Uscanga  | 72'  |
| 9  | Centrocampista | Jorge Díaz    | 75'  |
| 4  | Defensa        | Rodrigo Reyes | 84'  |
| 25 | Centrocampista | Alfonso Tamay | 84'  |
| 2  | Defensa        | Axl Padilla   | 100' |
| 18 | Centrocampista | Germán Eguade | 100' |

| 24' | Rolando González |

| 13' · 50' · 84' | Walter Ortega José Rodríguez Luis Arce (DT) |

| Principal  | Salvador Pérez Villalobos    |
| Asistentes | Eder Jesús Contreras Márquez |
|            | René Ramírez Ayala           |
| Cuarto     | Aldo Ballesteros Barba       |

|  |                    |     |     |
|  | Tiros              | 21  | 6   |
|  | Tiros a puerta     | 3   | 0   |
|  | Faltas             | 10  | 14  |
|  | Saques de esquina  | 16  | 2   |
|  | Penaltis           | 0   | 0   |
|  | Fueras de juego    | 5   | 1   |
|  | Posesión del balón | 52% | 48% |

| 20    | Guardameta     | Humberto Hernández |      |
| 3     | Defensa        | Diego Cruz         | 77'  |
| 4     | Defensa        | Carlos Villanueva  | 114' |
| 27    | Defensa        | Armando Escobar    |      |
| 27    | Defensa        | Elbis              |      |
| 8     | Centrocampista | Ronaldo González   | 59'  |
| 13    | Centrocampista | Maximiliano García | 59'  |
| 14    | Centrocampista | Rolando González   |      |
| 18    | Centrocampista | Christian Bermúdez |      |
| 34    | Centrocampista | Edgar Jiménez      | 86'  |
| 9     | Delantero      | Rafael Durán       | 86'  |
| D. T. | D. T.          | Daniel Alcántar    |      |

| 21    | Guardameta     | Gustavo Gutiérrez    |      |
| 6     | Defensa        | Walter Ortega        |      |
| 23    | Defensa        | Benjamín Galindo Jr. |      |
| 26    | Defensa        | Hedgardo Marín       | 84'  |
| 7     | Centrocampista | Johan Alonzo         |      |
| 9     | Centrocampista | Jorge Díaz           | 75'  |
| 14    | Centrocampista | José Juan Vázquez    |      |
| 22    | Centrocampista | Raúl Castillo        | 72'  |
| 28    | Centrocampista | Junior Moreira       | 100' |
| 12    | Delantero      | José Rodríguez       | 84'  |
| 27    | Delantero      | Cheick Traoré        | 100' |
| D. T. | D. T.          | Luis Arce            |      |

| 11 | Centrocampista | Daniel Lajud   | 59'  |
| 17 | Centrocampista | Leonardo Mejía | 59'  |
| 7  | Centrocampista | Edson Partida  | 77'  |
| 16 | Centrocampista | Deivoon Magaña | 86'  |
| 22 | Delantero      | Arturo Sánchez | 86'  |
| 19 | Centrocampista | Edwin Cerna    | 114' |

| 10 | Centrocampista | Paúl Uscanga  | 72'  |
| 9  | Centrocampista | Jorge Díaz    | 75'  |
| 4  | Defensa        | Rodrigo Reyes | 84'  |
| 25 | Centrocampista | Alfonso Tamay | 84'  |
| 2  | Defensa        | Axl Padilla   | 100' |
| 18 | Centrocampista | Germán Eguade | 100' |

| 24' | Rolando González |

| 13' · 50' · 84' | Walter Ortega José Rodríguez Luis Arce (DT) |

| Principal  | Salvador Pérez Villalobos    |
| Asistentes | Eder Jesús Contreras Márquez |
|            | René Ramírez Ayala           |
| Cuarto     | Aldo Ballesteros Barba       |

|  |                    |     |     |
|  | Tiros              | 21  | 6   |
|  | Tiros a puerta     | 3   | 0   |
|  | Faltas             | 10  | 14  |
|  | Saques de esquina  | 16  | 2   |
|  | Penaltis           | 0   | 0   |
|  | Fueras de juego    | 5   | 1   |
|  | Posesión del balón | 52% | 48% |

| 20    | Guardameta     | Humberto Hernández |      |
| 3     | Defensa        | Diego Cruz         | 77'  |
| 4     | Defensa        | Carlos Villanueva  | 114' |
| 27    | Defensa        | Armando Escobar    |      |
| 27    | Defensa        | Elbis              |      |
| 8     | Centrocampista | Ronaldo González   | 59'  |
| 13    | Centrocampista | Maximiliano García | 59'  |
| 14    | Centrocampista | Rolando González   |      |
| 18    | Centrocampista | Christian Bermúdez |      |
| 34    | Centrocampista | Edgar Jiménez      | 86'  |
| 9     | Delantero      | Rafael Durán       | 86'  |
| D. T. | D. T.          | Daniel Alcántar    |      |

| 21    | Guardameta     | Gustavo Gutiérrez    |      |
| 6     | Defensa        | Walter Ortega        |      |
| 23    | Defensa        | Benjamín Galindo Jr. |      |
| 26    | Defensa        | Hedgardo Marín       | 84'  |
| 7     | Centrocampista | Johan Alonzo         |      |
| 9     | Centrocampista | Jorge Díaz           | 75'  |
| 14    | Centrocampista | José Juan Vázquez    |      |
| 22    | Centrocampista | Raúl Castillo        | 72'  |
| 28    | Centrocampista | Junior Moreira       | 100' |
| 12    | Delantero      | José Rodríguez       | 84'  |
| 27    | Delantero      | Cheick Traoré        | 100' |
| D. T. | D. T.          | Luis Arce            |      |

| 11 | Centrocampista | Daniel Lajud   | 59'  |
| 17 | Centrocampista | Leonardo Mejía | 59'  |
| 7  | Centrocampista | Edson Partida  | 77'  |
| 16 | Centrocampista | Deivoon Magaña | 86'  |
| 22 | Delantero      | Arturo Sánchez | 86'  |
| 19 | Centrocampista | Edwin Cerna    | 114' |

| 10 | Centrocampista | Paúl Uscanga  | 72'  |
| 9  | Centrocampista | Jorge Díaz    | 75'  |
| 4  | Defensa        | Rodrigo Reyes | 84'  |
| 25 | Centrocampista | Alfonso Tamay | 84'  |
| 2  | Defensa        | Axl Padilla   | 100' |
| 18 | Centrocampista | Germán Eguade | 100' |

| 24' | Rolando González |

| 13' · 50' · 84' | Walter Ortega José Rodríguez Luis Arce (DT) |

| Principal  | Salvador Pérez Villalobos    |
| Asistentes | Eder Jesús Contreras Márquez |
|            | René Ramírez Ayala           |
| Cuarto     | Aldo Ballesteros Barba       |

|  |                    |     |     |
|  | Tiros              | 21  | 6   |
|  | Tiros a puerta     | 3   | 0   |
|  | Faltas             | 10  | 14  |
|  | Saques de esquina  | 16  | 2   |
|  | Penaltis           | 0   | 0   |
|  | Fueras de juego    | 5   | 1   |
|  | Posesión del balón | 52% | 48% |

| 20    | Guardameta     | Humberto Hernández |      |
| 3     | Defensa        | Diego Cruz         | 77'  |
| 4     | Defensa        | Carlos Villanueva  | 114' |
| 27    | Defensa        | Armando Escobar    |      |
| 27    | Defensa        | Elbis              |      |
| 8     | Centrocampista | Ronaldo González   | 59'  |
| 13    | Centrocampista | Maximiliano García | 59'  |
| 14    | Centrocampista | Rolando González   |      |
| 18    | Centrocampista | Christian Bermúdez |      |
| 34    | Centrocampista | Edgar Jiménez      | 86'  |
| 9     | Delantero      | Rafael Durán       | 86'  |
| D. T. | D. T.          | Daniel Alcántar    |      |

| 21    | Guardameta     | Gustavo Gutiérrez    |      |
| 6     | Defensa        | Walter Ortega        |      |
| 23    | Defensa        | Benjamín Galindo Jr. |      |
| 26    | Defensa        | Hedgardo Marín       | 84'  |
| 7     | Centrocampista | Johan Alonzo         |      |
| 9     | Centrocampista | Jorge Díaz           | 75'  |
| 14    | Centrocampista | José Juan Vázquez    |      |
| 22    | Centrocampista | Raúl Castillo        | 72'  |
| 28    | Centrocampista | Junior Moreira       | 100' |
| 12    | Delantero      | José Rodríguez       | 84'  |
| 27    | Delantero      | Cheick Traoré        | 100' |
| D. T. | D. T.          | Luis Arce            |      |

| 11 | Centrocampista | Daniel Lajud   | 59'  |
| 17 | Centrocampista | Leonardo Mejía | 59'  |
| 7  | Centrocampista | Edson Partida  | 77'  |
| 16 | Centrocampista | Deivoon Magaña | 86'  |
| 22 | Delantero      | Arturo Sánchez | 86'  |
| 19 | Centrocampista | Edwin Cerna    | 114' |

| 10 | Centrocampista | Paúl Uscanga  | 72'  |
| 9  | Centrocampista | Jorge Díaz    | 75'  |
| 4  | Defensa        | Rodrigo Reyes | 84'  |
| 25 | Centrocampista | Alfonso Tamay | 84'  |
| 2  | Defensa        | Axl Padilla   | 100' |
| 18 | Centrocampista | Germán Eguade | 100' |

| 24' | Rolando González |

| 13' · 50' · 84' | Walter Ortega José Rodríguez Luis Arce (DT) |

| Principal  | Salvador Pérez Villalobos    |
| Asistentes | Eder Jesús Contreras Márquez |
|            | René Ramírez Ayala           |
| Cuarto     | Aldo Ballesteros Barba       |

|  |                    |     |     |
|  | Tiros              | 21  | 6   |
|  | Tiros a puerta     | 3   | 0   |
|  | Faltas             | 10  | 14  |
|  | Saques de esquina  | 16  | 2   |
|  | Penaltis           | 0   | 0   |
|  | Fueras de juego    | 5   | 1   |
|  | Posesión del balón | 52% | 48% |

| Campeón de Campeones 2023-24 |
| ---------------------------- |
|                              |
| Cancún                       |
| 1°Título                     |